# Набережная Грина
Набережная Грина — улица в городе Кирове, расположенная вдоль берега реки Вятки. Является одним из излюбленных мест отдыха горожан.
Набережная реки Вятки является местом зарождения города. Отсюда началось развитие города. Многие улицы в старой части города, выходящие на набережную (Преображенская, Пятницкая, получили свои названия в честь храмов, стоявших на берегу Вятки, на нынешней Набережной Грина.

## Расположение
Свое начало улица берет от северной части города, старого моста.
В начале вдоль набережной расположены жилые постройки.
На одном из выступов набережной предполагается воссоздание утраченной в 2022 году Феодоровской церкви, по образу 20 века, созданного вятским архитектором И. А. Чарушиным. На постаменте перед церковью расположена капсула времени, заложенная в 1974 году к 600-летию города. В ней содержится послание будущим поколениям, которые будут жить в 2074 году.
Проходя через амфитеатр, набережная выходит на, так называемый, «Мост самоубийц», располагающийся над Раздерихинским оврагом. Ранее данный мост был печально известен большим количеством лиц, пытающихся спрыгнуть с него, вследствие чего и получил свое название.
После моста набережная проходит через Александровский сад, названный в честь императора Александра I, посетившего Вятку в период своего правления.
Затем, по мощенной тропе, сквозь классическую застройку, улица утыкается в Вечный огонь, памятник кировчанам, погибшим в годы Великой Отечественной войны, установленный в 1967 году по проекту архитектора Ю. И. Кармазина, скульпторов Ф. А. Шпака и В. С. Рязанцева.
Набережная заканчивается спуском к Трифонову монастырю, на который открывается великолепный вид.
Набережная получила имя Александра Грина, вятского писателя, автора романтических книг — романа «Бегущая по волнам» и феерии «Алые паруса». В 2000 году в начале набережной был установлен его бюст за авторством скульпторов В. А. Бондарева и К. И. Коциенко.

## История
После посещения города императором Александром I, в 1825 году часть набережной была отдана под устройство Александровского сада, одного из крупнейших парков города.
В 1878 года побывавший в Вятке граф Толстой Д.А., министр просвещения, был сильно поражен восхитительным видом на город с разлившейся реки. Он сравнивал Вятскую губернию с Италией на севере и даже шутил, что «не в Вятку следовало ссылать преступников, но из Вятки высылать в наказание в другие губернии».
В 1960—1970 годах было проведено благоустройство набережной. Вдоль обрывистого берега была установлена решетка и заасфальтирована пешеходная часть улицы.
В 1967 году на берегу Вятки был создан Вечный огонь, а набережная получила имя Александра Грина.
В 2007 году на месте разрушенной Феодоровской церкви, по новому проекту была построена деревянная церковь, получившая свое название в честь предшественницы. В 2022 году, в результате короткого замыкания церковь сгорела. Планируется воссоздание каменной церкви по оригинальному проекту.

## В литературе
В 1966 году поэт Сергей Давыдов посвятил Набережной Грина одноимённое стихотворение.
В 2017 году Сергей Липин издал каталог документов с 1831 года, посвященный набережной - "Набережная Грина в меняющемся мире".